# (11816) Vasile
(11816) Vasile est un astéroïde de la ceinture principale.

## Description
(11816) Vasile est un astéroïde de la ceinture principale. Il fut découvert le 1er mars 1981 à l'Observatoire de Siding Spring par Schelte J. Bus. Il présente une orbite caractérisée par un demi-grand axe de 2,59 UA, une excentricité de 0,19 et une inclinaison de 6,8° par rapport à l'écliptique.